# Basil

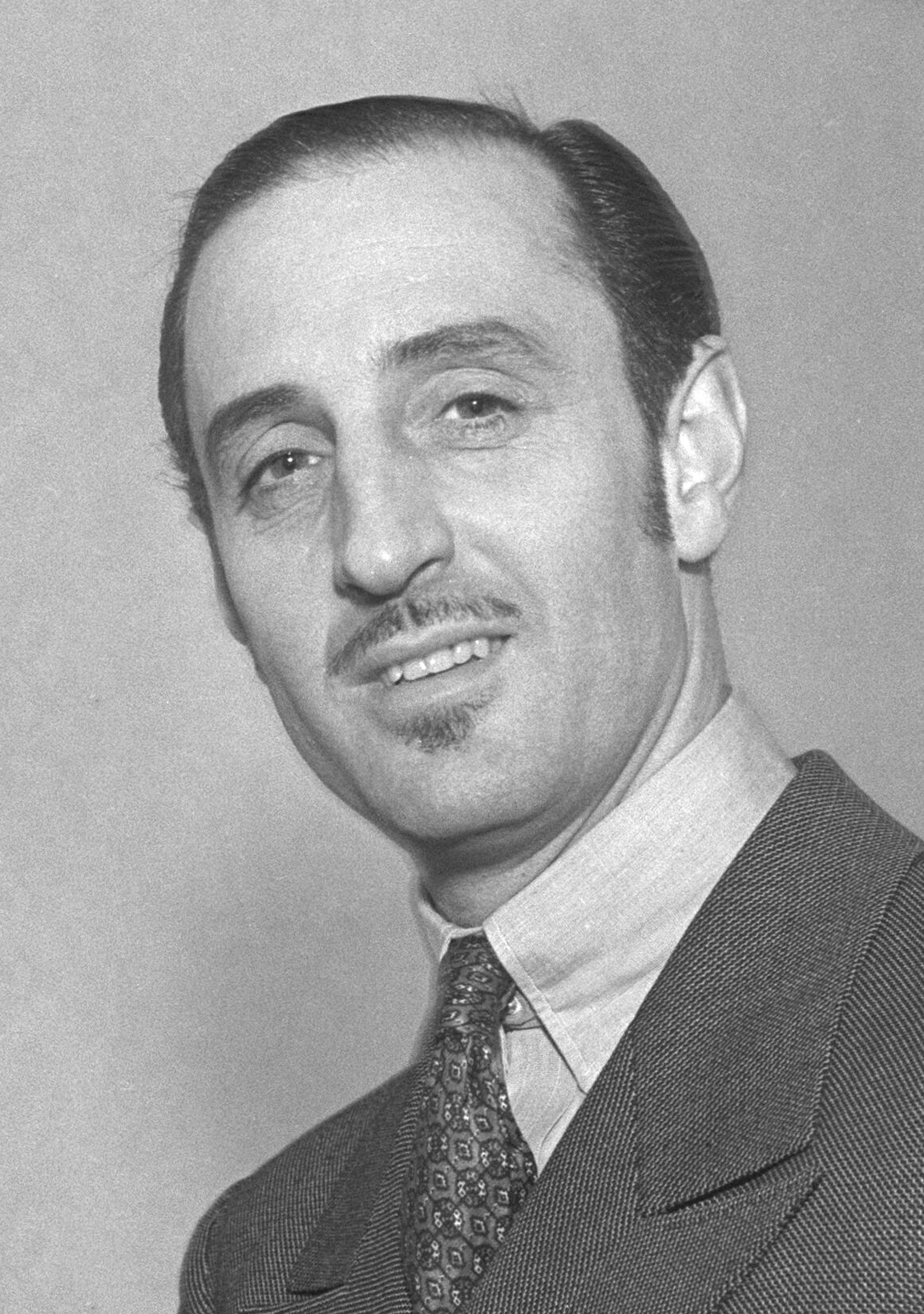
Basil Rathbone, 1935

Basil är ett mansnamn.  Det härstammar från det grekiska Βασιλειος (Basileios), som betyder "kunglig". Den moderna grekiska formen transkriberas Vasilis eller Vassilis. Den ryska varianten är Vasili, Vasilij eller Vasily. Den finska varianten är Pasi.

## Personer med Basil som tilltalsnamn
- Basil Gorgis (1961-), irakisk fotbollsspelare
- Basil Hume (1923-1999), brittisk kardinal
- Basil Kirchin (1927-2005), musiker och kompositör
- Basil Lanneau Gildersleeve (1831-1924), amerikansk klassisk filolog
- Basil Liddell Hart (1895-1970), brittisk officer och skribent
- Basil Pao, fotograf från Hongkong
- Basil Rathbone (1892-1967), brittisk skådespelare
- Sir Basil Spence (1907-1976), skotsk arkitekt
- Basil Wolverton (1909–1978), amerikansk serieskapare och illustratör
- Basil Zaharoff (1849-1936), turkiskfödd grekisk finans- och affärsman

## Personer med Basil som alias
- Toni Basil (1943-), amerikansk musiker och skådespelerska

## Fiktiva personer vid namn Basil
- Basil, transportarbetare på trolldomsministeriet (Harry Potter)
- Basil Fawlty, Hotellägare i TV-serien Pang i bygget
- Basil Mus, mästerdetektiv